# Чемпіонат світу з біатлону 1986
У 1986 році, як і у 1985 проходило два чемпіонати світу з біатлону.
23-ий чемпіонат світу з біатлону серед чоловіків проходив з 18 по 23 лютого 1986 року в Холменколлені, Осло, Норвегія.                                                                                                                             
3-ий чемпіонат світу з біатлону серед жінок проходив з 13 по 16 лютого 1986 року в Фалуні Швеція. 

## Чоловіки

### Індивідуальна гонка
| Медаль | Ім'я              | Країна  | Промахи | Результат | Відставання |
| ------ | ----------------- | ------- | ------- | --------- | ----------- |
| 1      | Валерій Медведцев | СРСР    | 2       | 57:05.3   | 0,0         |
| 2      | Андре Земіш       | НДР     | 1       | 57:19.2   | +13.9       |
| 3      | Альфре Едер       | Австрія | 0       | 58:38.1   | +1:32.8     |

### Спринт
| Медаль | Ім'я              | Країна  | Промахи | Результат | Відставання |
| ------ | ----------------- | ------- | ------- | --------- | ----------- |
| 1      | Валерій Медведцев | СРСР    | 0       | 28:02.8   | 0,0         |
| 2      | Франц Шулер       | Австрія | 1       | 28:55.3   | +52.5       |
| 3      | Андре Земіш       | НДР     | 1       | 28:59.9   | +57.1       |

### Естафета
| Медаль | Країна                                                              | Штрафи | Результат | Відставання |
| ------ | ------------------------------------------------------------------- | ------ | --------- | ----------- |
| 1      | СРСР Дмитро Васильєв Юрій Кашкаров Валерій Медведцев Сергій Булигін | 0      | 1:39:23.2 |             |
| 2      | НДР Юрген Вірт Франк-Петер Реч Матіас Якоб Андре Земіш              | 1      | 1:40:02.3 |             |
| 3      | Італія Кім Вернер Готтліб Ташлер Йоганн Пасслер Андреас Зінгерле    | 0      | 1:41:07.0 |             |

## Жінки

### Індивідуальна гонка
| Медаль | Ім'я             | Країна   | Промахи | Результат | Відставання |
| ------ | ---------------- | -------- | ------- | --------- | ----------- |
| 1      | Ева Корпела      | Швеція   | 1       | 37:46.9   | 0,0         |
| 2      | Сів Бротен Лунде | Норвегія | 0       | 38:47.3   | +1:00.4     |
| 3      | Санна Ґронлід    | Норвегія | 2       | 39:19.6   | +1:32.7     |

### Спринт
| Медаль | Ім'я         | Країна | Промахи | Результат | Відставання |
| ------ | ------------ | ------ | ------- | --------- | ----------- |
| 1      | Кайя Парве   | СРСР   | 1       | 20:07.0   | 0,0         |
| 2      | Надія Білова | СРСР   | 1       | 20:53.2   | +46.2       |
| 3      | Ева Корпела  | Швеція | 2       | 21:25.0   | +1:18.0     |

### Естафета
| Медаль | Країна                                                 | Штрафи | Результат | Відставання |
| ------ | ------------------------------------------------------ | ------ | --------- | ----------- |
| 1      | СРСР Кайя Парве Надія Білова Венера Чернишова          |        |           |             |
| 2      | Швеція Ева Корпела Інгер Бйоркбом Сабіна Карлссон      |        |           |             |
| 3      | Норвегія Санна Ґронлід Сів Бротен Лунде Анне Ельвебакк |        |           |             |

## Таблиця медалей
| Місце | Країна   | 1 | 2 | 3 | Всіх |
| ----- | -------- | - | - | - | ---- |
| 1     | СРСР     | 5 | 1 | 0 | 6    |
| 2     | Швеція   | 1 | 1 | 1 | 3    |
| 3     | НДР      | 0 | 2 | 1 | 3    |
| 4     | Норвегія | 0 | 1 | 2 | 3    |
| 5     | Австрія  | 0 | 1 | 1 | 2    |
| 6     | Італія   | 0 | 0 | 1 | 1    |